# Jean-Philippe de Chéseaux

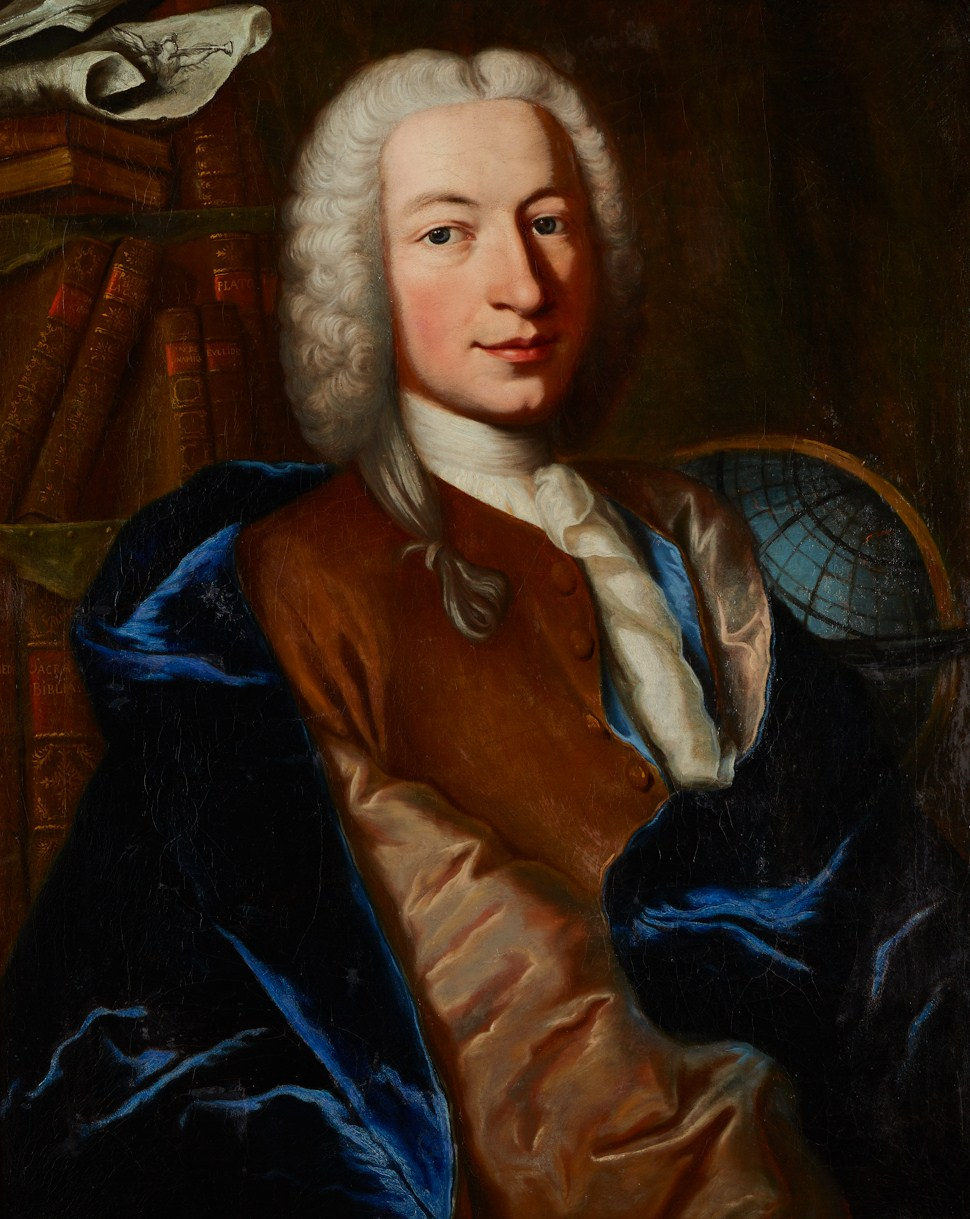
Jean-Philippe Loys de Chéseaux

Jean-Philippe Loys de Chéseaux (* 4. Mai 1718 in Lausanne; † 30. November 1751 in Paris) war ein Schweizer Astronom.
Bekannt wurde Chéseaux durch die Entdeckung des großen Kometen von 1744 am 13. Dezember 1743. Da ihm jedoch Dirk Klinkenberg um einige Tage zuvorgekommen war (am 9. Dezember 1743), wurde der Komet dann Klinkenberg genannt.
Im Jahre 1746 erstellte er eine Liste von 21 Nebeln, welche er an die Académie des sciences in Paris sandte, wo sie zwar verlesen, aber nicht publiziert wurde. Guillaume Le Gentil notierte das für sich privat im Jahre 1759. Erst 1892 wurde sie durch Guillaume Bigourdan veröffentlicht.
Unabhängig von Heinrich Wilhelm Olbers wurde von Chéseaux bereits das Olberssche Paradoxon beschrieben: eine Erklärung, warum der Himmel nachts dunkel ist.
Auf Vorschlag von Jacques Cassini wurde er am 21. Februar 1748 korrespondierendes Mitglied der Académie des sciences. 1751 wurde er zum auswärtigen Mitglied der Göttinger Akademie der Wissenschaften gewählt.
Unter anderem entdeckte er den Kugelsternhaufen Messier 4, welcher am 8. Mai 1764 von Charles Messier katalogisiert wurde.